# Коровин, Сергей Алексеевич
Серге́й Алексе́евич Коро́вин (7 [19] августа 1858, Москва — 13 [26] октября 1908, там же) — русский живописец-жанрист и график; брат К. А. Коровина.

## Биография
Родился в состоятельной купеческой семье.
В 1874–1886 годах учился в Московском училище живописи, ваяния и зодчества у В. Г. Перова, А. К. Саврасова, И. М. Прянишникова. В 1888 года стал преподавать в училище — до 1907 года, с перерывом в 1894—1898 гг.
Член Союза русских художников и Московского общества любителей художеств.
Продолжал традиции искусства передвижников («Перед наказанием», 1884, Музей современной истории России, Москва).
Одна из его наиболее значительных работ — картина «На миру» (1893, Третьяковская галерея) имеет своеобразную композицию и является откликом на события, происходящие в крестьянской среде после реформы 1861 года. М. В. Нестеров о картине: «…его „Сходка“ — один из самых значительных жанров в русском искусстве».
Во 2-й половине 1890-х гг. в творчестве художника появляются утончённость, лиризм, он широко обращается к пейзажу. Если ранее Коровин тщательно отрабатывал в своих картинах все детали, то теперь в его произведениях появляется настроение, выраженное в этюдной манере письма («К Троице», 1902, Третьяковская галерея).
Из иллюстраций Сергея Алексеевича выделяются сопереживанием рисунки к повести Н. В. Гоголя «Шинель» (1900—1908 гг., Третьяковская галерея, Русский музей).
Был похоронен на кладбище Покровского монастыря.

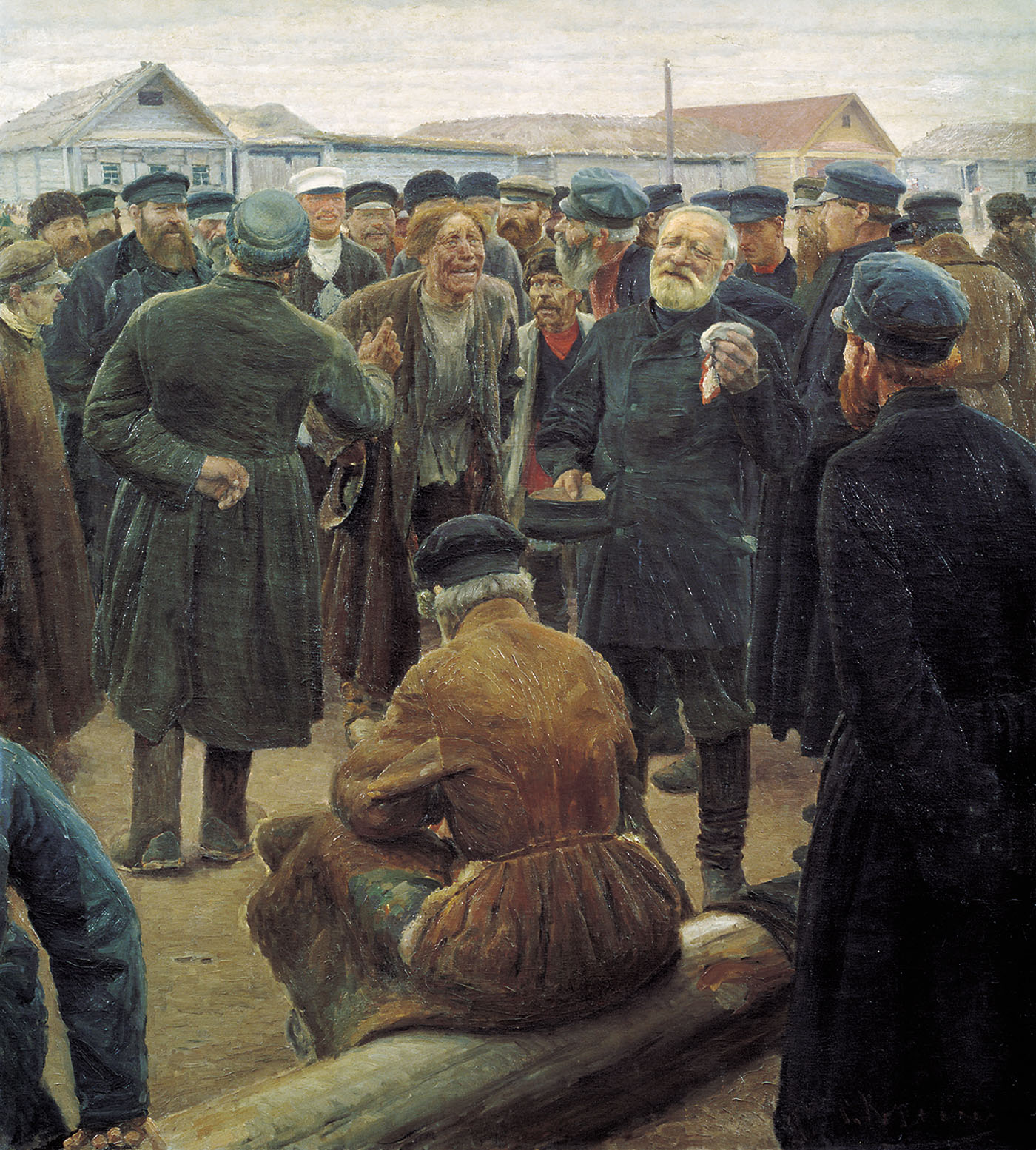
На миру, 1893

## Из воспоминаний современников
Многие из современников часто сравнивали братьев Коровиных.
- Головин, Александр Яковлевич: «Впрочем, правы те, кто утверждает, что Сергею Коровину было что сказать, но не хватало живописной силы, а Константину нечего было сказать, но таланта у него было на троих».
- Комаровская, Надежда Ивановна: «Серёжа талантливее меня, — неоднократно я слышала от Константина Алексеевича, — но как печальна его муза!»
- Милорадович, Сергей Дмитриевич: «Для Сергея искусство было целью жизни, а для Константина — средством. Сергей развивался под влиянием Сорокина и Перова».
- Нестеров, Михаил Васильевич: «Он был старший брат Кости, во всём ему противоположный».
- Эттингер, Павел Давыдович: «…Да и между их талантами больше было черт противоположных, чем общих».